# Uragano Florence
L'uragano Florence è stato un longevo uragano di tipo capoverdiano di categoria 4 che nel settembre del 2018 si è abbattuto sugli Stati Uniti d'America orientali, riversando fino a 913 mm di pioggia nella località di Elizabethtown, l'ottavo valore più alto mai prodotto da una tempesta tropicale negli Stati Uniti d'America continentali. Florence è stata la sesta tempesta, terzo uragano e primo uragano maggiore della stagione degli uragani atlantici del 2018.
In totale, l'uragano Florence ha causato almeno 24 miliardi di dollari di danni, gran parte dovuti alle storiche inondazioni che hanno interessato le Caroline, e ha provocato la morte confermata di 52 persone: 40 in Carolina del Nord, 9 in Carolina del Sud, 3 in Virginia.

## Storia della tempesta

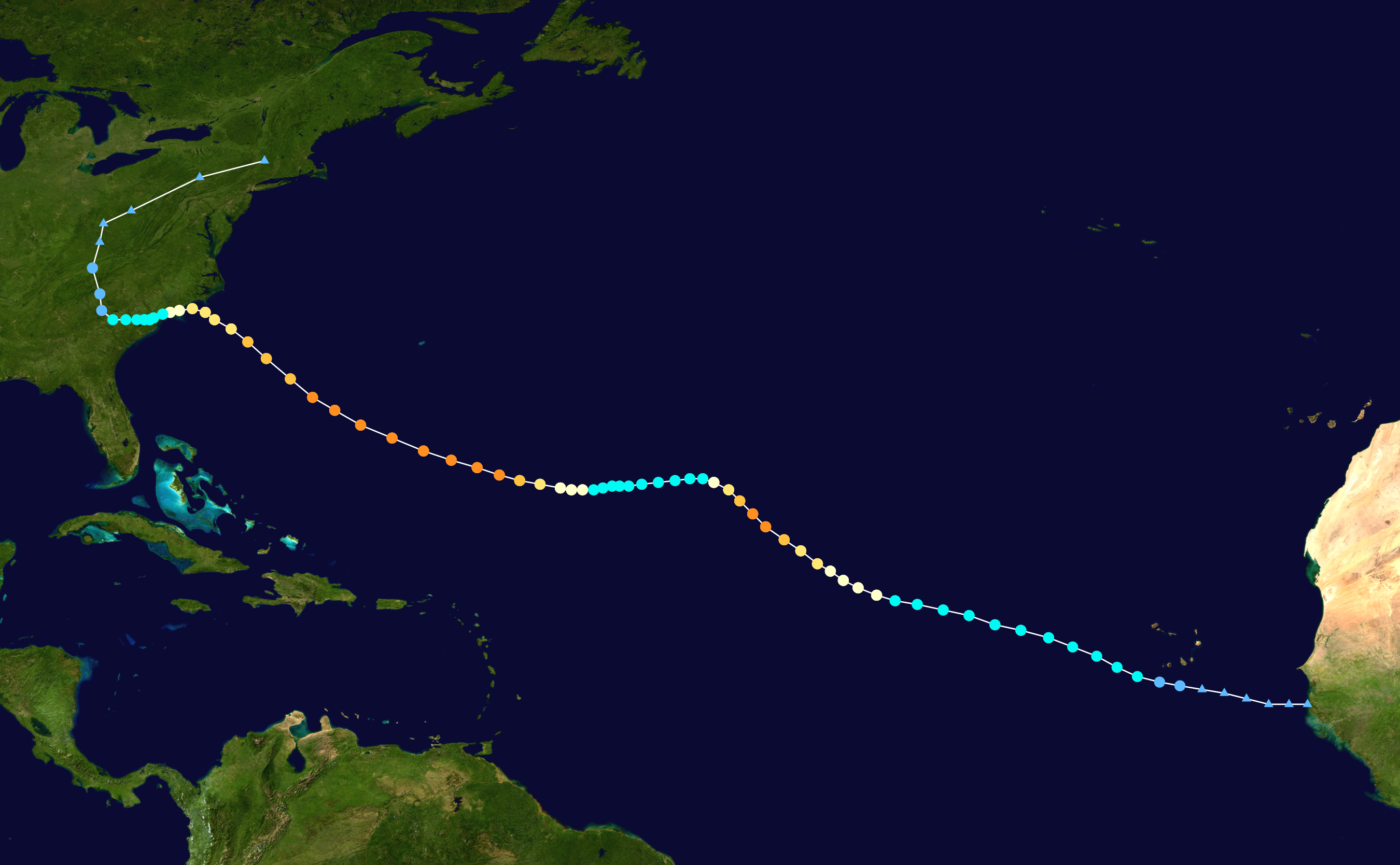
Mappa dell'intensità dell'uragano Florence lungo il suo percorso.

Il 28 agosto 2018, il National Hurricane Center ha iniziato a monitorare un'onda tropicale posta sopra l'Africa occidentale, in vista di una possibile ciclogenesi tropicale nel corso dei successivi cinque giorni. Il 30 agosto condizioni più favorevoli hanno permesso alla perturbazione di diventare più organizzata e alle 15:00 UTC il National Hurricane Center ha emesso un avviso per un "potenziale ciclone tropicale sei". Alla fine del 31 agosto, mentre si trovava a sud di Capo Verde, la perturbazione è stata classificata come depressione tropicale sei e alle 09:00 UTC del 1 settembre è ufficialmente diventata una tempesta tropicale, ricevendo il nome Florence.

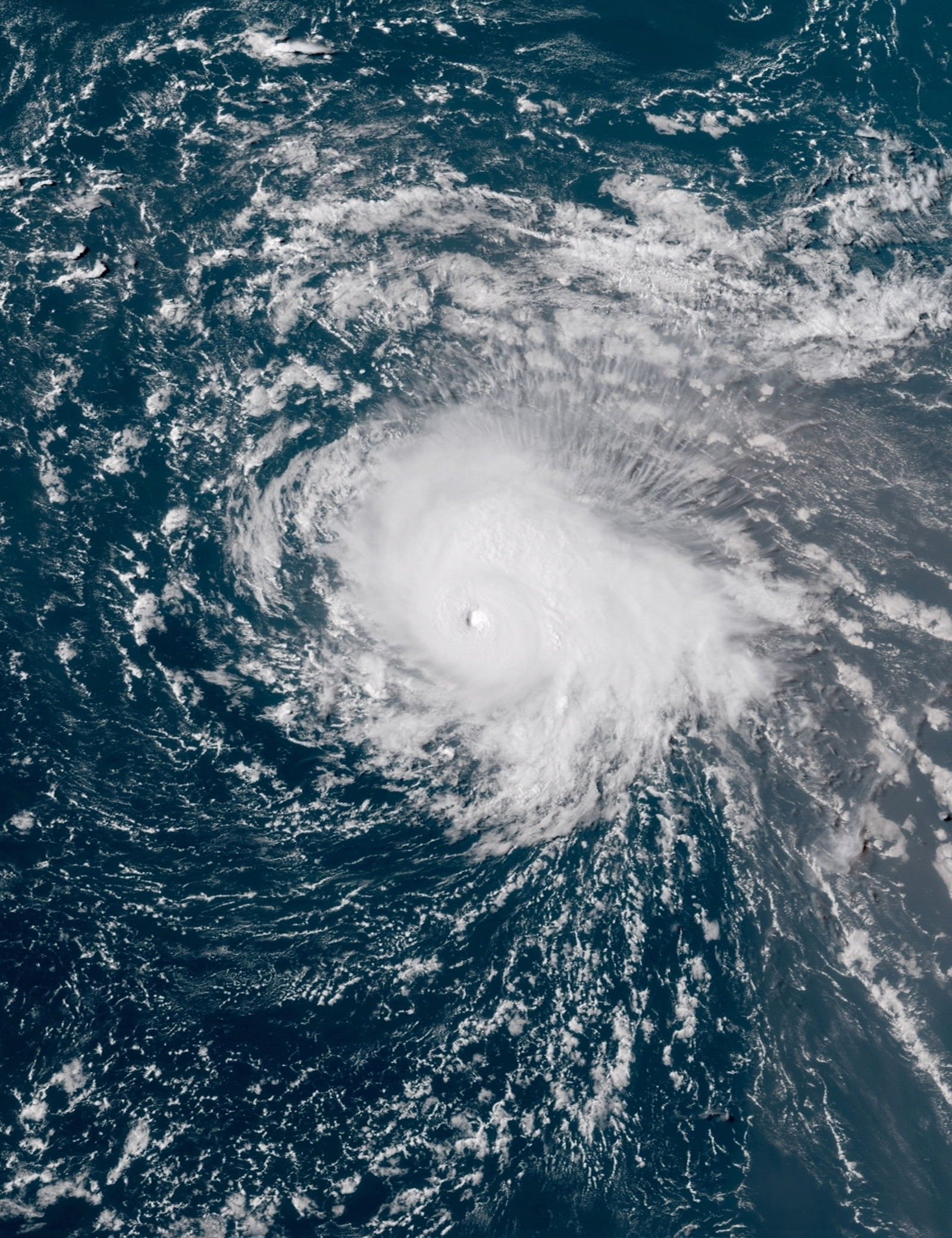
L'uragano Florence dopo il primo picco del 5 settembre.

Il 4 settembre, alle 15:00 UTC, la tempesta è diventata un uragano di categoria 1 sulla scala Saffir-Simpson, mentre si trovava circa 2 000 km a ovest-nordovest di Capo Verde. Inaspettatamente, Florence ha continuato a rafforzarsi molto rapidamente, diventando un uragano di categoria 3 alle 12:35 UTC del 5 settembre, e di categoria 4 alle 21:00 UTC, con venti fino a 215 km/h e un pressione centrale minima di 953 mbar. Questa rapida intensificazione ha portato la tempesta a deviare più a nord, dove un persistente wind sehar verticale ha portato la struttura dell'uragano a degradarsi rapidamente a partire dal 6 settembre, e alle 03:00 UTC del 7 settembre Florence si è indebolita a tempesta tropicale.
Nel corso dell'8 settembre le condizioni ambientali lungo il percorso della tempesta sono diventate sempre più favorevoli, e alle 15:00 UTC del 9 settembre Florence si è nuovamente rafforzata ad uragano di categoria 1, con venti sostenuti di 122 km/h e un occhio chiaramente visibile. Alimentata da temperature superficiali marine di 29-29,5 °C e da un favorevole outflow, Florence si è quindi rapidamente intensificata, diventando, alle 16:00 UTC del 10 settembre, un uragano di categoria 4 con venti sostenuti di 215 km/h e una pressione centrale minima di 946 mbar. Alle 21:00 UTC, l'uragano ha raggiunto il suo picco di intensità, arrivando a sostenere venti di 220 km/h e una pressione centrale minima di 939 mbar. Successivamente, il ciclo di sostituzione dell'eyewall ha portato Florence ad indebolirsi temporaneamente ad una categoria 3, salvo poi rafforzarsi nuovamente ad uragano di categoria 4 verso metà dell'11 settembre. Il 12 settembre Florence ha iniziato ad indebolirsi nuovamente a causa di un moderato wind shear, diventando alle 18:00 UTC un uragano di categoria 3, e poi di categoria 2 alle 03:00 UTC del 13 settembre.
Durante tutto il 13 settembre, le prime piogge e i primi venti con forza da uragano hanno iniziato a colpire le coste della Carolina del Nord, e alle 03:00 UTC del 14 settembre, mentre l'occhio era a circa 95 km dalla città di Wilmington, Florence è stata declassata ad uragano di categoria 1. Poco dopo, alle 11:15 UTC, l'uragano è approdato sulle coste della Carolina del Nord, nei pressi di Wrightsville Beach, con venti sostenuti di 150 km/h e una pressione centrale minima di 958 mbar. Dopo l'approdo, Florence ha continuato a muoversi molto lentamente verso ovest-sudovest riversando piogge torrenziali sulle Caroline e indebolendosi prima a tempesta tropicale alle 21:00 UTC del 14 settembre e poi a depressione alle 09:00 UTC del 16 settembre. Il 17 settembre la depressione ha iniziato ad accelerare verso nord-est, disgregandosi sopra la Virginia Occidentale alle 21:00 UTC. Il 18 settembre i resti della tempesta si sono mossi al largo della costa del New England e il giorno dopo sono stati assorbiti da un fronte meteorologico posto sopra l'Atlantico settentrionale.

## Preparazione
Il 7 settembre 2018, in seguito alle numerose previsioni che indicavano una crescente minaccia per gli Stati Uniti sud-orientali, il governatore della Carolina del Nord Roy Cooper ha dichiarato lo stato di emergenza, seguito poi dai governatori della Carolina del Sud Henry McMaster e della Virginia Ralph Northam l'8 settembre, del Maryland Larry Hogan il 10 settembre, e della Georgia Nathan Deal il 12 settembre. L'11 settembre anche il sindaco di Washington Muriel Bowser ha dichiarato lo stato di emergenza per tutto il distretto. Inoltre, nelle città di Aynor, Bennettsville, Conway, Darlington, Myrtle Beach, Surfside Beach, Lumberton e nella totalità delle contee di Dillon, Horry e Marion, le autorità locali hanno imposto un coprifuoco, con l'obiettivo di limitare il numero di persone sulle strade e rendere più efficienti le attività di emergenza.

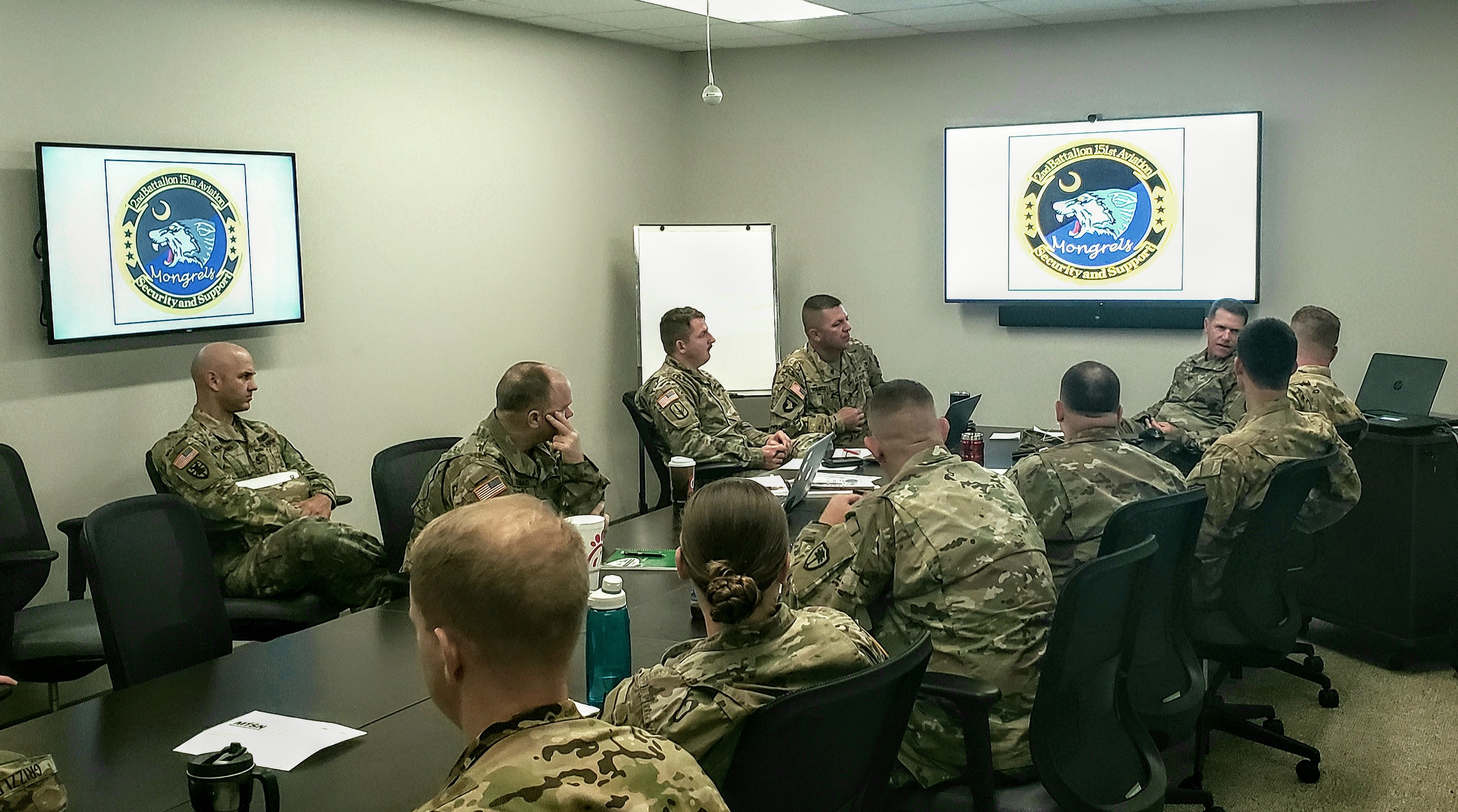
La South Carolina National Guard mentre prepara i piani d'emergenza.

In Carolina del Sud, il 10 settembre, il governatore Henry McMaster ha emesso un ordine di evacuazione obbligatoria per l'intera costa, abitata da circa un milione di persone. Lo stesso giorno, in 26 delle 46 contee dello stato, le scuole pubbliche e gli uffici statali sono stati chiusi fino a nuovo ordine. In Carolina del Nord, evacuazioni obbligatorie sono state invece avviate l'11 settembre per le contee di Brunswick, Carteret, Craven, Onslow, Pamlico e Tyrrell, e per le località di Ocracoke Island, Kure Beach, Wrightsville Beach e Currituck. Evacuazioni volontarie sono state invece emesse per le contee di Bertie e New Hanover. L'University of North Carolina at Wilmington ha sospeso le lezioni ed evacuato tutti gli studenti la mattina dell'11 settembre, così come hanno fatto l'Università statale della Carolina del Nord e l'East Carolina University.
In Virginia, evacuazioni obbligatorie sono state emesse per le aree più basse delle Hampton Roads e dell'Eastern Shore, abitate da 245.000 persone; mentre la United States Navy ha spostato 30 navi, normalmente poste al largo della costa della Virginia, in mare aperto, per proteggerle dalla tempesta. L'Atlanta Motor Speedway, il Bristol Motor Speedway e il Charlotte Motor Speedway hanno aperto gratuitamente le loro aree campeggio agli sfollati, mentre all'interno dei parchi statali della Virginia Occidentale sono state offerte tariffe ridotte per camere, cabine e campeggi fino al 18 settembre.